# Cosmarium phaseolus
Cosmarium phaseolus là một loài Song tinh tảo trong họ Desmidiaceae, thuộc chi Cosmarium.